# غلادن دي
غلادن دي (بالإنجليزية: Gladden Dye)‏ هو مدير فني أمريكي، ولد في عقد 1930.